# 楞嚴經
《大佛頂如來密因修證了義諸菩薩萬行首楞嚴經》，简称《大佛頂首楞嚴經》、《大佛頂經》，一般稱之為《楞嚴經》，大乘佛教經典。最早記錄始於唐朝開元年間智昇所著《開元釋教錄》與《續古今譯經圖紀》，據傳由般剌密諦在唐朝時傳到中國，經房融筆受，懷迪證譯，譯成漢文。在北宋之後，楞嚴經逐漸被重視，至明朝與清朝後，《楞嚴經》地位更見上升。但因《楞嚴經》梵本不明，在唐朝出現時，譯出與傳述記載皆有不清楚之處，自唐代開始，就有認為是在中國寫出的說法，對於其翻譯的真實性和義理的正確性，在經本傳出之後的古代和近現代皆有所爭論。
《楞嚴經》長期被漢傳佛教人士高度推崇，有：「自從一讀楞嚴後，不看人間糟粕書！」的詩句。一些現代佛教學者，如梁啟超、呂澂等人，主張此經是在中國創作。

## 經名
《楞嚴經》，全名《大佛頂如來密因修證了義諸菩薩萬行首楞嚴經》，原有經題下附注，一名《中印度那爛陀大道場經》，於灌頂部錄出別行。
佛頂，音譯烏瑟膩沙uṣṇīṣa，為佛陀頭頂骨隆起，如同髻一般的外形，為佛三十二相之一。密教中有佛頂尊。
「首楞嚴」為梵文）的音譯，又譯做「首楞伽摩」，字根來自，意為“增長”、“勇健”、“勇士”。意譯為「勇伏」、「勇行」、「健相」、「健行」。首楞嚴三昧為十地菩薩之定。
呂澂認為，此經名「大佛頂首楞嚴」，譯意為在佛的頭頂健行，意思不通。經中缺少灌頂曼荼羅儀軌，由灌頂部出為杜撰，〈那爛院大道場〉經應是由《陀羅尼集經序》〈金剛大道場經〉修改而來。

## 歷史源流
《楞嚴經》在唐代中葉成書，並開始流通，最早的記錄見於唐智昇所著《開元釋教錄》與《續古今譯經圖紀》，隨後的元照著《貞元新定釋教目錄》中也記載此書。由北宋初，中國第一本雕版印刷的大藏經《開寶藏》開始，一直到清朝的《乾隆大藏經》都收入正藏中。

### 唐代譯出

#### 譯出時間與譯者
《楞嚴經》的譯出時間與過程，有兩種說法，分別出自智昇《開元釋教錄》與《續古今譯經圖紀》，兩者的說法略有出入。在《開元釋教錄》中說，此書是由懷迪與不知名的梵僧，於廣州譯出。梵僧齎來梵經一夾，由懷迪筆受經旨兼緝綴文理（筆受、綴文），梵僧在傳經之後就不知所終。在《續古今譯經圖紀》中，則具體寫出梵僧名字，是中印度般剌密帝。他在705年（唐神龍元年）五月於廣州光孝寺誦出此書，經烏萇國沙門彌迦釋迦譯語，由房融筆受，懷迪證譯。般剌密帝在誦出此經之後就隨船回印度了。
智昇並未解釋，為什麼會有兩種不同的記錄，但在《續古今譯經圖紀》卷末，他曾說，此書根據舊有記錄所寫，未經過刪補，建議採取《開元釋教錄》的說法。之後的記錄，如《貞元新定釋教目錄》等，基本上由《續古今譯經圖記》的說法傳述而來，認為是此經是般剌密帝與房融於705年（唐神龍元年）於廣州所譯，但是很少提及懷迪及其他人。
兩段記載的差異點甚多。《續古今譯經圖紀》具體寫出譯出時間705年（唐神龍元年）。但《開元釋教錄》記載，懷迪是先在京師完成譯經，回到廣州之後，才譯出此經。706年（神龍2年），懷迪曾經應詔至洛陽，參與菩提流志譯出《大寶積經》的工作，於713年（唐睿宗先天2年）完成。由此記載，此經應是在713年之後才譯出，而非是在705年譯出。
除譯經時間不同外，參與譯經成員也不同，如般剌密帝與彌迦釋迦，這兩個人名只有出現在《續古今譯經圖紀》，沒有其他來源記錄。此外，兩段記載最大的不同在於房融是否參與了譯經。據《舊唐書》，房融於705年（神龍元年）流放欽州（今廣西省欽州市），在當地過世。如果採用《開元釋教錄》的說法，此經在在713年後譯出，房融就不可能參與譯經。
假設採用《續古今譯經圖紀》的說法，一個可能是，唐初流貶高州（今廣東省高州市）或欽州（今廣西省欽州市）者，多取道韶州或廣州。如果採取廣州這條路線，房融有可能是在流放途中，經廣州時參與譯經。另一個可能，是明朝所著的《廣東通志》說，他在長安年間（701年—705年）「嘗知南銓」，如此說成立，房融有可能在705年參與譯經。《廣東通志》說法的最大問題在於房融在705年（神龍元年）才在洛陽因罪下獄，因此在705年之前就被貶至廣東南銓任官的可能性不高。綜合各種說法，學者羅香林推論，如果房融先被貶官至廣東南銓，就可能在廣州參與譯經，之後才再遭流放高州（今廣東省高州市）或欽州（今廣西省欽州市）。但因為目前不能確認房融流放的路線，缺少更進一步的證據，肯定房融是否曾參與譯經。

#### 流傳過程
《楞嚴經》在譯出之後，如何流傳於世，文獻記錄不多。有二種說法，都出現在宋朝：
1. 由神秀自宮中傳出：宋朝子璿說，此書譯成之後，因為唐中宗剛即位，房融又被貶，所以未得到官方承認。經神秀大師自皇宮中抄出至度門寺，在禪宗學者間私下流通，後由僧惠振作科判，再傳出[17]。明朝《廣州通志》承繼此說，認為此書是由神秀大師見到房融上奏的經本，方才流傳於世[15]。
2. 由惟慤自房融家傳出：宋贊寧說，此書是禪僧惟愨在洛陽時，由房融家中得到此書，並流傳於世[18]。

由神秀傳出的說法，因為神秀於706年（神龍二年）過世，可能性不高。自房融家傳出的說法，則有房融是否曾參與譯經的爭論。但無論是哪個說法，我們都可以知道，此經的流傳，被認為與房融有關。此外，它在唐代的流行，可能與神秀系的禪宗有關係，與保唐宗禅法思想中表现得尤为明显。
根據《頓悟大乘正理決》的記載，至西藏傳法的禪僧堪布摩訶衍，修習依止的佛經之中有《大佛頂經》，可能即《楞嚴經》。學者一般認為堪布摩訶衍是屬於北宗的禪僧，這也顯示了《楞嚴經》與禪宗北派間的關連。

### 宋代興起
此經雖在唐代之後已經流行於世，但是在唐宋之間，並沒有引起佛教界的重視，為它作註釋及科判的人並不多。永明延壽在《宗鏡錄》中曾多次引用《楞嚴經》。
在北宋時，天台宗與華嚴宗形成研究《楞嚴經》的風氣，此經開始受到重視。如慧洪《林間錄》中有智顗大師遙拜西方，祈求《楞嚴經》的傳說；孤山智圓禪師也認為天台三觀可由《楞嚴經》印證。雖然錢謙益曾經駁斥智顗《摩訶止觀》須以《楞嚴經》印證，以及智顗曾經祈求《楞嚴經》的傳說，但也顯示當時天台宗徒眾推崇此經的風氣。

### 明清極盛
在明朝之後，此經成為顯學，明末四大高僧皆對它極為重視，大力提倡，如憨山德清大師作《楞嚴經懸鏡》，蕅益智旭大師作《楞嚴經玄義》、《楞嚴經文句》。
因為尊崇《楞嚴經》的風氣，明清之際出現般剌密帝將經卷藏在手臂中，帶來中國的傳說。
直到清朝以至於民國，此經仍然極被重視，特別是在淨土宗之內。如楞嚴經中的「大勢至菩薩念佛圓通章」，印光大師將之列為淨土五經一論中的第五經。

## 漢文版本
目前可見的漢文版本分為源自北宋的《趙城金藏》本，與源自明朝版本的清《乾隆大藏經》本。《趙城金藏》本較為少見，主要的流通本是來自於清《乾隆大藏經》。

### 北宋版本
目前可見，最早的《楞嚴經》版本出自《趙城金藏》。它與《高麗藏》相同，都是出自於北宋初年的《開寶藏》，但目前流通較少。
《趙城金藏》本與清版的主要差異在於譯出的楞嚴咒，其文句不同。此外，《趙城金藏》本在楞嚴咒之前有一行註文，之後的每句咒文旁皆加有註解，但到了清版則都被刪除了，只剩咒語本身。

### 流通本
現代流行本的《楞嚴經》出自清朝《乾隆大藏經》，源自明版《碛砂藏》、《永乐南藏》、《径山藏》。

## 其他語言版本

### 梵文本
根據元代記錄，楞嚴經的梵文本在中國早已失傳。現代在印度或尼泊爾也未發現梵文本。
楞嚴經卷七楞嚴咒的部份，沒有發現完整梵文本。以中文譯本對校，楞嚴咒與《大白傘蓋咒》、《佛頂廣聚陀羅尼經》內容極為相近，應為同一咒語。大白傘蓋咒，以及唐代《佛頂廣聚陀羅尼經》中記載的咒語，現今仍留有梵文本，但這些咒語與楞嚴咒之間的關係，目前仍有學者認為尚待考據。

### 藏譯本
在藏傳大藏經《甘珠爾》中，收有由漢譯藏的《大佛頂首楞嚴經》第十品以及《魔鬼第九》兩本，相當於《楞嚴經》的第九及第十品。據說它是在前弘期譯出，相當於中國唐代，全本可能是因為朗達瑪滅佛而散失，只剩下兩品。
清高宗乾隆17年至28年間由章嘉呼圖克圖主持，由袞波卻將全經由漢文重譯成藏文，並以漢、滿、藏、蒙四體合璧的《首楞嚴經》刊行。

### 英譯本
第一個將楞嚴經英譯的人，是英國傳教士艾約瑟（Joseph Edkins）。他在《中國佛教》（Chinese Buddhism）第19章中，將楞嚴經第一卷英譯，依首楞嚴三昧經的梵文名，將其譯為 Śūraṃgama-sūtra, The Leng-Yen-King。
1967年，陸寬昱將全本楞嚴經英譯出版，名為the surangama sutra。
1997年，美國宣化上人，組織僧團，翻譯楞嚴經，英譯出版，名為The Shurangama Sutra ,Vol.1-8,by Buddhist Text Translation Society Staff (Author), Hsuan Hua (Translator)

## 註疏
《楞严经》注本旧传百余，现行四十余家，大部分属于贤首宗、天台宗和禅宗三大家。自古以来，注解《楞严经》的人不少，但真正通达其深奥义理，有修有证的人，寥寥无几。古大德注解中，長水子璿《楞严经疏》、交光真鑑《楞严正脉疏》、幽溪傳燈《楞严經圆通疏》、真界大师《楞严经纂注》、藕益大师《楞严文句》、憨山大师《楞严通议》、钱谦益《楞严经疏解蒙钞》等，均是权威的注解。近代和现代有宣化上人、太虚大师、海仁法师、元音老人、莲龙居士等对《楞严经》也有精辟的讲解

## 歷代爭議
《楞嚴經》最早的記載都源自智昇，但《開元釋教錄》與《續古今譯經圖記》對於譯經成員的說法不一，譯出時間的說法也不一。這兩種說法的不一致，引發後世的懷疑。
《楞嚴經》開始在中國流傳之後，日本僧人普照入唐，將此書帶回日本，但引起了日本佛教界的懷疑。日僧玄睿《大乘三論大義鈔》中記載，公元724至748年間，因涉及空有二宗的核心爭論，日本天皇召集三論、法相二宗的法師來鑑定此書，結論是此書是真佛經。但是爭議並沒有停息，在日本寶龜年間（公元770－782年），日本派遣德清法師至中國鑑定此書真偽，德清之師法詳居士認為此書是房融偽造。
在唐朝之後，對《楞嚴經》的懷疑仍然持續。南宋時至中國留學的日本學問僧道元認為，《楞嚴經》內容與其他大乘經典不一致，向天童如淨請問，天童如淨認為《楞嚴經》及《圓覺經》的來源自古可疑。雖有此疑，但道元仍推崇《楞嚴經》中，經過其祖師所印可的經句。朱熹認為除了第七品建立道場及楞嚴咒之外，其餘部份是房融假造。明朝道衍禪師（姚廣孝）則反駁朱熹的見解沒有根據。至明朝末年時，有人詢問蓮池祩宏大師有關楞嚴經是否是房融偽造，而蓮池大師則肯定楞嚴經是真，顯示了直到明朝，對此經懷疑的聲浪並未停止。
《楞嚴經》傳入西藏時，同樣引起藏傳佛教界的爭議。布敦（14世紀間）雖然將它收入大藏經目錄之中，同時也記載了西藏的魯梅（十世紀間）曾懷疑此經非是佛說。
至近代時，由於疑古風氣的興起，梁啟超認為楞嚴經是竊取道教術語及中國傳統思想，由中國人創作的。呂澂的態度更激烈，認為「《楞嚴》一經，集偽說之大成」，他寫作了〈楞嚴百偽〉一文，對《楞嚴經》提出了101個疑問，從各種角度來證明它是偽作。陳寅恪在《柳如是別傳》中認為楞嚴咒為梵文音譯，非華人能伪造。但前後內容則是漢地文士根據開元以前的佛經譯文，融會之後寫成，內容真偽夾雜。敦煌文獻出土之後，學界對此經的懷疑風氣更盛。李翊灼、何格恩、周叔迦等佛教學者分別從不同角度認定此書是偽作。
雖然學界基於研究立場，對此經來源諸多懷疑，但在漢傳佛教中，《楞嚴經》長期受到尊重。如天如惟則、蓮池袾宏、蕅益智旭、幽溪傳燈、紫柏真可、憨山德清、交光真鑑、夢東徹悟法師等，近代楊仁山、印光、太虚、虛雲、諦閑與宣化等法師，都对此经表示过特别的赞叹。

## 現代理論研究
太虛大師認為，在佛教主流的唯身論與唯識論之外，《楞嚴經》提出第三主張，唯根論。
根據《楞嚴經》禁止食肉的記載，印順法師認為此經的思想源自於如來藏學派，與《大乘起信論》思想相近，但與《楞伽經》的思想源流不同。在判教上，與《圓覺經》同屬於晚期真常唯心論者，在秘密大乘佛教興起後才出現。

## 主要内容
《楞严经》有见道位、修道位和证道位。所谓见道，就是认识人人本有之佛性。所谓修道，修是修复、恢复的意思，就是把我们错误的思想和行为修正过来，恢复我们本来的面目。所谓证道，是通过自身实践，成就佛果，证明佛所说是正确的。
全经分为序分、正宗分、流通分三部分。

### 總論
第一卷为序分。讲述此经说法因缘：佛遣文殊师利以神咒保护阿难免受摩登伽女以娑毗迦羅先梵天咒诱惑破戒，並为其说明眾生流轉生死，皆由不知常住真心性净明体。用諸妄想。此想不真，故有輪轉。
第二卷至第九卷为正宗分。主要阐述“一切世间诸所有物，皆即菩提妙明元心；心精遍圆，含裹十方”，众生不明自心「性净妙体」，所以产生了生死輪迴的现象，修行人應避開行婬、貪求、我慢、瞋恚、奸偽、欺誑、怨恨、惡見、誣謗、覆藏，以免感召惡報，修习禪定前应当先斷淫殺盜妄語，以免落入魔道，略說十信、十住、十行、十迴向、四加行、十地、等覺、妙覺等由低至高的种种修行阶次，达到方尽妙觉，“成无上道”，並禪那中可能會出現的種種魔境界，與後末世出現於人間的惡魔，詳細描述其各種特徵與型態。
第十卷为流通分。讲述此经应永流后世、利益众生等。

### 分論
第一卷
叙述阿难因乞食，被摩登伽女用幻术摄入淫席，将毁戒体。如来放光，并要求文殊师利以神咒往护，遂将阿难及摩登伽女来归佛所。阿难见佛，顶礼悲泣，悔恨自己一向多闻，道力未全，因而启请宣说十方如来得成菩提妙奢摩他三摩禅那最初方便。佛告以一切众生从无始来生死相续，皆由不知常住真心性净明体，有诸妄想故有轮转。
第二卷
因波斯匿王之问，显示真性圆明无生无灭本来常住之理。并说一切众生轮回世间由「二颠倒」分别妄见，随业轮转：
1. 众生别业妄见；
2. 众生同分妄见。应当抉择真妄，而明五阴身心不有，世界本空，破我法二执，显本觉真如，显示五阴本如来藏妙真如性。

第三卷
佛对阿难陀就六入、十二处、十八界、七大等一一说明本如来藏妙真如性。
第四卷
因富楼那之问，显示世间一切根尘阴处等皆如来藏清净本然，但以三种相续：即世界相续、众生相续、业果相续，诸有为相循业迁流，妄因妄果其体本真。真智真断不重起妄，是故如来证真故无妄。四大本性周遍法界，歇即菩提，不从人得等。
第五卷
憍陈如五比丘，优波尼沙陀、香严童子、药王药上二法王子、跋陀婆罗等十六开士、摩诃迦叶及紫金光比丘尼等，阿那律陀、周利槃特迦、骄梵钵提、毕陵伽婆蹉、须菩提、舍利弗、普贤菩萨、孙陀罗难陀、富楼那弥多罗尼子、优波离、大目犍连、乌刍瑟摩、持地菩萨、月光童子、琉璃右王子、虚空藏菩萨、弥勒菩萨、大势至菩萨等，各各自说最初得道的方便以显圆通。
第六卷
即是观世音菩萨说耳根圆通，以闻熏闻修金刚三昧无作妙力，成三十二应，入诸国土。获十四种无畏功德，又能善获四不思议无作妙德。文殊师利以偈赞叹。佛更为阿難说修禪定者，需先有四种決定清淨明誨（不淫、不杀、不盗、不妄），方能离禅魔。
第七卷
佛说四三九句楞嚴咒。并说安立坛场法则及持诵功德。次因阿难请问修行位次，佛先为说十二类众生（胎、卵、湿、化、有色、无色、有想、无想、非有色、非无色、非有想、非无想）颠倒之相。
第八卷
说明三摩提三种渐次。其次说明五十七位：乾慧地、十信、十住、十行、十回向、四加行、十地、等觉、妙觉。又因文殊问，示经五名，说明经的归趣。因阿难问，说地狱趣造十习因，受六交报（即六道），以及鬼、畜、人、仙、修罗、天等七趣，自业所感差别。
第九卷
说明三界二十五有之相。次明奢摩他中微细魔事，即五阴十魔等。
第十卷
说五阴的行阴魔中十种外道（二无因论、四遍常论、四一分常论、四有边论、四种颠倒不死矫乱遍计虚论、立五阴中死后有相心颠倒论、立五阴中死后无相心颠倒论、立五阴中死后俱非心颠倒论、立五阴中死后断灭心颠倒论、立五阴中五现涅槃心颠倒论）。识阴魔中禅那现境十种魔事。次明五阴相中五种妄想等。

## 文本比較

### 相同情節

#### 阿難與摩登伽女
《摩鄧女經》、《摩鄧女解形中六字經》，此二經同本異譯。內容說阿難行乞，遇摩鄧之女，因前生有宿緣，摩鄧女對阿難心生愛慕，自願出家，後經佛陀教導，得到解脫智、證阿羅漢。
《摩登伽經》二卷，西晉竺法護譯《舍頭諫太子二十八宿經》一卷，此二部經是同本異譯，內容與《摩鄧女經》大致相同，但多了許多細節與咒語。此經說，有栴陀羅（即賤民）女愛慕阿難，央求其母以栴陀羅咒引阿難前來，佛陀以六句咒語救護阿難。後栴陀羅女自願從佛出家，得阿羅漢果，因為栴陀羅是賤民種姓，佛陀讓賤民出家，引起婆羅門及各長者居士的議論，震動波斯匿王，後經佛陀說法，破除婆羅門舊有的優越觀念。
這幾部經典與《大佛頂首楞嚴經》所說的情節相似，但是所記述的內容細節有所不同。

#### 神通力之肉
《大佛頂首楞嚴經》說開許聲聞弟子的五淨肉（三淨肉），「皆我神力化生，本無命根。……我以大悲神力所加，因大慈悲假名為肉。」。所開許的三淨肉，其來源本無命根的說法，亦出現在《像法決疑經》：「我於毘尼中聽食肉者，定知此肉不從四大生，不從胎生，不從卵生，不從濕生，不從化生，不與識合，不與命合，當知世間都無此肉。」，以及《法苑珠林》引用《宣律師感應記》：「雖開毘尼中聽食三種淨肉，亦非四生之類，是諸禪定之肉，是不思議肉。」。

### 書名類似
姚秦鳩摩羅什譯有《首楞嚴三昧經》，主要在說明首楞嚴三昧，與《楞嚴經》內容不同。劉宋時譯出的《法滅盡經》，譯者失傳，其中有提到佛法消失時，《首楞嚴經》與《般舟三昧經》會先消失。在唐朝之前，引述此段記載的文獻，皆認為此處所說的《首楞嚴經》係指鳩摩羅什譯出的《首楞嚴三昧經》，但是明清之後大多數人認為是指本經。

### 咒語相似

大佛頂陀羅尼，北宋公元971年，敦煌藏經洞。

唐不空三藏譯《佛頂如來放光悉怛多缽怛囉陀羅尼》，元沙囉巴譯《佛頂如來頂髻白傘蓋陀羅尼》，元真智譯《大白傘蓋總持陀羅尼經》，敦煌有發現《大佛顶如来顶髻白盖陀罗尼神咒经》殘本。
日本東密傳有《白傘蓋大佛頂王最勝無比大威德金剛無礙大道場陀羅尼念誦法要》，譯者不詳。與《楞嚴經》咒相近，可能是相同的咒語異譯，或是《楞嚴經》咒是由此抄錄改寫的。
日本《大正藏》密教部中收有《大佛頂别行法》，此書據說是從《佛頂廣聚陀羅尼經》與其他密教經典中抄錄出來的六品，有許多與楞嚴咒相似。
《佛頂廣聚陀羅尼經》在中國已經失傳，但在日本大正藏中還收有部份殘本，其中的咒語有許多類似於楞嚴咒。在敦煌有發現相同的抄本，名為《大佛顶如来放光悉怛多大神力都摄一切咒王陀罗尼经大威德最胜金轮三昧品》，相當於《大佛頂別行法》的第一品。《楞嚴經》的第七品，如何攝心、建立道場、持咒功德，幾乎都與《大佛頂別行法》相同。但是大正本中沒有楞嚴經咒，而敦煌本中有大佛頂白傘蓋咒，與楞嚴咒相似，但版本不同。但《佛頂廣聚陀羅尼經》的說法地點是佛在迦膩瑟吒天，不是對阿難所說。因而學者懷疑《楞嚴經》的第七品是從《大佛頂別行法》或《佛頂廣聚陀羅尼經》中抄錄出來的。

### 道教經書
在敦煌出土的唐高祖年間道士劉進喜所撰《太玄真一本際經》，行文風格與《楞嚴經》多所類似，信奉佛教的學者周永西聲稱《楞嚴經》的部份內容可能是由道教徒從《本際經》所抄錄出來的，他們也抄襲了佛教其他教典以把當中與道教有關的觀念偽裝成佛教相關思想，理據之一是《楞嚴經》的思想及不少情節與佛教教義相違悖，例如《楞嚴經》宣稱所謂的真常的心體生出諸法，而佛教認為諸法皆由緣起而現，故此這個真常的心體的形象的原型可能是道教教義中的道體的形象，可能因為道教徒對佛教教義一知半解，所以他們以錯誤的方式使用了佛教徒所使用的術語及概念。

## 疑似考古資料
據2010年，中華人民共和國《人民日報》報道 ，河南南陽菩提寺所保存貝葉經。被鑑定為國家一級文物， 現藏於彭雪楓紀念館。共226葉，殘缺6葉，字體圓形，係印度南方古文字，報導認為這個貝葉經可能是唐代梵文《楞嚴經》孤本。研究員李學竹，概略敍述了這項發現，但稱這項文物尚未經任何學術研究證實，內容文字也尚未被譯出。

## 參閲
- 首楞嚴三昧經